# Neven Fuchs
Neven Mikac Fuchs (* 1947) ist ein norwegischer Architekt und emeritierter Universitätsprofessor.

## Werdegang
Neven Mikac Fuchs schloss 1973 in Bauingenieurwesen und 1975 in Architektur an der Universität Zagreb ab. Von 1976 bis 1983 war er Assistent von Mladen Vodička und Aleksandar Dragomanovic an der Universität Zagreb und praktizierte zwischen 1977 und 1978 bei Alvar Aalto in Helsinki. Von 1979 bis 1983 war er Mitglied von ILAUD unter der Leitung des Team X. Von 1983 bis 1994 war Fuchs Lehrassistent von Sverre Fehn an der Oslo School of Architecture, von 1994 bis 2008 hatte er eine Assistenzprofessor am AHO und von 2008 bis 2020 war er außerordentlicher Professor am AHO. 1998 gründete Neven Fuchs ONE in Oslo.
Er lud u. a. Raphael Zuber, Pascal Flammer, Christian Kerez (mit Romina Grillo), Giulia Furlan, Francesca D’Apuzzo, Patricia da Silva, Kersten Geers, Junya Ishigami, Takaharu Tezuka, Harry Gugger, Ai Weiwei, Anne Lacaton, Manuel & Francisco Aires Mateus und Ryue Nishizawa ein.

## Bauten
als Mitarbeiter bei ILAUD:
- Studentendorf, Urbino
- Fakultät für Medizin und Biologie, Universität Siena

eigene Bauten:
- Schule 2014–2016: Inverted House, Hokkaidō mit Oslo School of Architecture and Design und Kengo Kuma & Associates[3]

## Ehrungen und Preise
- Forschungsstipendium über die Finnische moderne Architektur in Zusammenarbeit mit dem Museum of Finish Architecture
- 2017: S-ARCH Award in der Kategorie Completed projects[4]
- 2017: High Commendation – AR House Award von The Architectural Review[5]

## Schüler
- Laura Cristea

## Ausstellungen
- 1980er: Venice Project, Architekturbiennale Venedig
- 2012: Common Ground, Architekturbiennale Venedig

## Bücher
- Samuel Penn (Hrsg.): ACCOUNTS. Pelinu Books, Bukarest 2019 mit Beiträgen von Raphael Zuber, Beat Consoni, Andrea Deplazes, Angela Deuber, Pascal Flammer, Peter Märkli, Marcel Meili, Álvaro Siza, Luigi Snozzi, Laurent Stalder
- a+u 2016:04 Poetry of Modesty; JA 100, Winter 2016Looking Back the 60years—JA 60th Anniversary